# Alice Roberts
Alice May Roberts (Bristol, 19 de maio de 1973) é uma cientista britânica. É médica, antropóloga, anatomista e arqueóloga. É também escritora de livros científicos e apresentadora de programas de divulgação de ciência da BBC. Formou-se em medicina pela Universidade de Wales, em 1997, e logo se especializou em anatomia. Obtendo um emprego de professora na Universidade de Bristol, ela também fez seu PhD em paleopatologia, estudando fósseis de humanos pré-históricos. Atualmente conduz pesquisas nessa área e em osteoarquelogia.
Na BBC, ela foi apresentadora dos documentários Incredible Human Journey, Time Team, Costing the Earth (Rádio BBC), Digging for Britain e Extreme Archaeology. Todos esses programas são sobre arqueologia e evolução humana. Além disso, apresentou o especial Dr Alice Roberts: Don't Die Young. Apresentou também, junto com Mark Hamilton, o documentário A Necessary Evil?, sobre assassinos seriais, e Wild Swimming, inspirado no livro de Roger Deakin, Waterlog, e o documentário 'Are We Still Evolving?', de março de 2011. Seu documentário mais recente é "Origins of Us", que estreou na BBC 2 em outubro de 2011. Nele, é feita uma análise de como o corpo humano adaptou-se após 7 milhões de anos de evolução.
Alice é organizadora do Cheltenham Science Festival na Universidade de Bristol e também o Clicendales 2007, um show de dança para arrecadar fundos para a instituição de caridade CLIC Sargent. É casada e tem uma filha de um ano. Seu cabelo ruivo é uma marca pessoal como apresentadora de televisão. Gosta de diversos esportes e é vegetariana. Declara-se uma pessoa não-religiosa.

## Livros publicados
- Roberts, Alice (2010). The Complete Human Body. [S.l.]: Dorling Kindersley. ISBN 1-4053-4749-X
- Roberts, Alice (2009). The Incredible Human Journey. [S.l.]: Bloomsbury Publishing plc. ISBN 0-7475-9839-8
- Roberts, Alice (2007). Don't Die Young: An Anatomist's Guide to Your Organs and Your Health. [S.l.]: Bloomsbury Publishing plc: London, 2007. ISBN 0-7475-9025-7
- Robson-Brown, Kate; Roberts, Alice M (eds.) (2007). BABAO 2004 : proceedings of the 6th Annual Conference of the British Association for Biological Anthropology and Osteoarchaeology, University of Bristol. Oxford, England: British Archaeological Reports. ISBN 978-1-4073-0035-1

## Publicações selecionadas
- Lockwood, Alistair M.; Roberts, Alice M. (2007). «The anatomy demonstrator of the future: An examination of the role of the medically-qualified anatomy demonstrator in the context of tomorrow's doctors and modernizing medical careers». Clinical Anatomy,. 20 (4): 455-459. PMID 17072876
- Roberts, Alice; Robson-Brown, K. M.; Musgrave, J.H.; Leslie, I. (2006). «A case of bilateral scapholunate advanced collapse in a Romano-British skeleton from Ancaster». International Journal of Osteoarchaeology,. 16 (3): 208-220. ISSN 1099-1212